# Promiscuous
Promiscuous è un singolo della cantante canadese Nelly Furtado, pubblicato il 25 aprile 2006 come secondo estratto dal terzo album in studio Loose.
Il brano, prodotto da Timbaland e Danja, è stato pubblicato come primo singolo in Nord America e come secondo nel resto del mondo, tranne in America Latina, dove è stato pubblicato come terzo singolo nel tardo 2006.
Ha raggiunto il primo posto in Canada, Nuova Zelanda e Stati Uniti, diventando il suo singolo di maggior successo in Nord America. Ha raggiunto la posizione numero 11 in America Latina, diventando il suo secondo singolo di successo in quell'area geografica.
La canzone è stata premiata come "Best Pop Song" ai Billboard Music Awards nel 2006, è stata nominata come "Best Pop Collaboration With Vocals" alla quarantanovesima edizione dei Grammy Awards ed ha vinto il titolo di singolo dell'anno ai Juno Awards del 2007.

## Descrizione
Il testo di Promiscuous descrive i due aspetti della relazione in cui il protagonista del brano è coinvolto. Furtado ha definito la collaborazione un qualcosa che lei "non aveva mai fatto prima" perché aveva visto il processo di scrittura come "estremamente libero" a causa del suo stile diverso. Furtado ha spiegato che mentre scrivevano il testo "stavamo in realtà flirtando, ed è questo il perché il brano è così spiritoso", e che lei e Clayton gli avevano attribuito il nomignolo 'Canzone del BlackBerry' perché qualsiasi parola pronunciata nel brano può essere inviata a qualcuno tramite SMS.
L'allusione al cestista Steve Nash nel testo ha acceso il dibattito secondo cui egli e la Furtado avessero una storia d'amore, ma entrambi hanno smentito mentre Nash ha dichiarato: "sono lusingato che lei mi abbia citato nel brano, ma io sono completamente innamorato di mia moglie e delle mie due bambine".

## Accoglienza
Promiscuous è stato ben accolto dai critici musicali. Rob Sheffield dal Rolling Stone l'ha definito un pezzo forte di Loose, con un grande consenso riservato alla parte di Timbaland e alla "resa canora di altà qualità musicale" di Nelly Furtado. Pitchfork l'ha definita "una delle migliori performance vocali della carriera di Timbaland". Il brano è stato redatto in tre classifiche delle canzoni più belle del 2006: al quarto gradino da Blender.

## Tracce
CD singolo internazionale
1. "Promiscuous" (radio edit)
2. "Crazy" (Radio 1 Live Lounge session)
3. "Promiscuous" (Josh Desi remix)
4. "Promiscuous" (video)

CD singolo UK
1. "Promiscuous" (radio edit)
2. "Crazy" (Radio 1 Live Lounge session)

CD singolo australiano
1. "Promiscuous" (radio edit)
2. "Undercover"
3. "Promiscuous" (Josh Desi remix)
4. "Promiscuous" (video)

Promiscuous (Remixes) - EP (iTunes download digitale)
1. "Promiscuous" (radio edit)
2. "Promiscuous" (Crossroads Vegas Mix) feat. Mr. Vegas
3. "Promiscuous" (Josh Desi remix)
4. "Promiscuous" (Crossroads mix instrumental)
5. "Promiscuous" (Josh Desi remix instrumental)
6. "Crazy" (Radio 1 Live Lounge Session)

## Video musicale
Il video musicale di Promiscuous fu diretto da Little X e fa riscontro di piccoli cameo di Keri Hilson, Bria Myles e Justin Timberlake. Non segue una trama precisa e per desiderio di Nelly Furtado, si concentra su scene di ballo o corteggiamenti perché vi ha voluto ricreare l'asse tematico del brano e ha colto l'opportunità per filmare un video in un discopub per la prima volta. Agli MTV Video Music Award 2006, il video ha totalizzato tre nomine per il Miglior video dance, Miglior video femminile e Miglior video pop.

## Classifiche
| Classifica (2006)   | Posizione massima |
| ------------------- | ----------------- |
| Australia           | 2                 |
| Austria             | 12                |
| Belgio (Fiandre)    | 6                 |
| Belgio (Vallonia)   | 8                 |
| Brasile             | 4                 |
| Canada              | 1                 |
| Europa              | 5                 |
| Finlandia           | 4                 |
| Francia             | 15                |
| Germania            | 6                 |
| Irlanda             | 5                 |
| Italia              | 8                 |
| Norvegia            | 3                 |
| Nuova Zelanda       | 1                 |
| Paesi Bassi         | 13                |
| Svezia              | 16                |
| Svizzera            | 6                 |
| Regno Unito         | 3                 |
| Stati Uniti         | 1                 |
| Stati Uniti (Dance) | 1                 |